# Horst Wende
Horst Wende (5 de noviembre de 1919 - 23 de enero de 1996) fue un director de orquesta, arreglista y compositor alemán. Compuso discos fáciles de escuchar tanto con su propio nombre como con los nombres artísticos de Roberto Delgado, Die Akkordeon Melodiker, Mister Pepper o Frank Nelson. Formó parte, junto con Bert Kaempfert y James Last, de la ola de músicos populares alemanes de las décadas de 1960 y 1970, especializados en música de fácil escucha (Easy listening).

## Biografía
Nacido en Zeitz, Sajonia, manifestó habilidades musicales a temprana edad. Tocó en la banda de su abuelo en un restaurante cuando tenía seis años, y en su adolescencia ya era un experto en tocar el piano, el acordeón, el xilófono y la marimba. Estudió música en el Conservatorio de Leipzig.
Sirvió en el ejército alemán durante la Segunda Guerra Mundial, pero fue capturado por los británicos. Durante su cautiverio en un campo de prisioneros de guerra danés, conoció a un guitarrista llamado Ladi Geisler, con quien pronto formó un pequeño combo. Después de la guerra, dirigió varios combos (que generalmente incluían a Geisler) en el Salambo Night Club de René Durand & The Tarantella Night Club, cerca de la famosa calle Reeperbahn. Horst también tocó con el Servicio Británico de Músicos y para grandes bandas como la de Edmundo Ros. Se afincó en Hamburgo, donde fue uno más en el bullicioso ambiente musical de la ciudad portuaria. Firmó con el sello Polydor en la década de 1950, como compositor, productor y músico. Compuso música para acordeón y para bandas de baile bajo su propio nombre; inició la composición musical de Centro y Sudamérica con el nombre artístico de Roberto Delgado; y lanzó álbumes de piano como Mister Pepper. Los álbumes de Delgado se hicieron populares en Europa continental y, a continuación, en el Reino Unido para seguir con Japón, América del Norte y Australia. Es interesante notar que Wende grabó sus álbumes usando el mismo grupo de músicos de estudio que grabó para Kaempfert y Last; de hecho, el guitarrista Ladi Geisler también introdujo el sonido de la original guitarra knack-bass en la música de Kaempfert.
Las grabaciones de Delgado fueron inicialmente de orientación latina, pero sin desdeñar otros géneros musicales como la música africana, italiana, hebrea, oriental, rusa, griega y jamaicana, además de musicales de Broadway y éxitos del pop actual. Se podría decir que Wende/Delgado fue un pionero de la música global. Entró en el mercado alemán de sencillos con su versión de "México" de 1962. También arregló música para otros artistas alemanes como el cantante de folk/pop alemán Knut Kiesewetter. Horst colaboró en varios álbumes de grandes cantantes internacionales como Conny Froboess, Wencke Myhre, Katja Ebstein, Daliah Lavi y Freddy Quinn.
Como la mayoría de los músicos pop orquestales de su época, la popularidad de Wende decayó en la década de 1980 hasta su retiro definitivo a finales de esos años. Recientemente, su música ha vuelto a sonar y algunas de sus grabaciones se han reeditado en CD. Su trabajo todavía es muy apreciado y recordado. Su canción "Skokiaan", del álbum Africana de 1958, aparece al final de la película Slacker (1990), de Richard Linklater.

## Discografía selecta
Sello Polydor, salvo otra indicación

### Horst Wende

#### Singles
(A-Seite / B-Seite)
- Mit Schwung und Rhythmus (1. Teil) / Mit Schwung und Rhythmus (2. Teil) (1953)
- Tanzende Finger / Rosemarie-Polka (1954)
- Eine Polka voller Schwung / Weltenbummler-Polka (1954)
- Quecksilber-Polka / Schabernack (1954)
- Amorada / Baiao Cacula (1954)
- Taxi-Polka / Kirmes-Polka (1954)
- Gladiatoren-Dixie / Zickzack-Dixie (1954)
- Böhmische Polka / Im Gänsemarsch (1954)
- Das sind die Nächte von Rio / Robinson-Mambo (1954)
- Solisten-Parade / Bambus-Boogie (1954)
- Tip-Top (1. Teil) / Tip-Top (2. Teil) (1955)
- Mexiko-Mambo / Loca-Rumba (1955)
- Hein Mück / Hoppla-Hopp (1955)
- Tip-Top 2 (1. Teil) / Tip-Top 2 (2. Teil) (1955)
- The Banana Boat Song / Little Darling (1957)
- Lichtensteiner Polka / Rosemarie-Polka (1958)
- Davon träumen die Mädchen / Wenn die Jeanne aus Lausanne (1958)
- Maruschka / Engadin-Polka (1958)
- Toreo fino / Pfennig-Polka (1959)
- Die sind Tip-Top! (1. Teil) / Die sind Tip-Top (2. Teil) (1959)
- Die sind Tip-Top 2 (1. Teil) / Die sind Tip-Top 2 (2. Teil) (1959)
- Die sind Tip-Top 3 (1. Teil) / Die sind Tip-Top 3 (2. Teil) (1960)
- Schifferklavier-Mambo / Damenwahl-Boogie (1960)
- Die sind Tip-Top 4 (1. Teil) / Die sind Tip-Top 4 (2. Teil) (1963)
- Drina-Marsch / Guapa (1963)
- Schlagerrennen (1. Teil) / Schlagerrennen (2. Teil) (1964)
- Rosamunde / Wien bleibt Wien (1964)
- Hit-Harmonica (1. Teil) / Hit-Harmonica (2. Teil) (1967)
- Hit-Harmonica 2 (1. Teil) / Hit-Harmonica 2 (2. Teil) (1968)
- Hit-Harmonica 3 (1. Teil) / Hit-Harmonica 3 (2. Teil) (1969)
- Der neue Tanz / Accordeon (1971)

#### EPs
- Eine Polka voller Schwung / Weltenbummler Polka / Böhmische Polka / Im Gänsemarsch (1955)
- Mambo und Baiao (1956)
- Tip Top (1956)
- Alles tanzt Calypso (1957)
- Im strikten Tanz-Rhythmus – Blues - Boogie (1961)
- Im strikten Tanz-Rhythmus – Rumba - Bolero (1961)
- Im strikten Tanz-Rhythmus – Foxtrott (1961)
- Im strikten Tanz-Rhythmus – Tango (1961)
- Im strikten Tanz-Rhythmus – Langsamer Walzer (1961)
- Im strikten Tanz-Rhythmus – Walzer (1961)
- Im strikten Tanz-Rhythmus – Cha-Cha (1961)
- Im strikten Tanz-Rhythmus – Samba (1961)
- Im strikten Tanz-Rhythmus – Bossa Nova (1962)

#### LPs
- Hopsassa – It's Polka! (1955)
- Oriental Caravan (1957, Decca)
- Love Letters (1959)
- Africana (1960)
- Blaue Nacht am Hafen (1960)
- Bei Pfeiffers ist Ball (1962)
- Accordeon à la carte (1966)
- Happy Harmonica (1967)
- Wenn das Schifferklavier an Bord ertönt (1968)
- Accordeon à la carte Vol. 2 (1969)
- Wir stehen auf Akkordeon (1972)
- Wir stehen auf Akkordeon Folge 2 (1974)
- Akkordeon Schlagerparade (1976)
- Akkordeon Schlagerparade 2 (1976)
- Die große aktuelle Hammond Schlager-Parade (1977)

### Roberto Delgado

#### EPs
- Das ist Letkiss (1964; 78 594)

#### LPs
- Romance Em Veneca (1957)
- Dance to Delgado (1960)
- Along Mexican Highways (1962)
- Delgado Hits Pan-Americana (1962)
- Tanz in der Taverne (1962)
- Latin Americana (1963)
- Night Club Dancing (1964)
- Olé Roberto Delgado (1964)
- Blue Hawaii (1965)
- Camino De México (1965)
- Caramba (1965)
- Letkiss (1965)
- Night Club Dancing Vol. 2 (1965)
- South of the Border (1965)
- Blue Hawaii 2 (1966)
- Delgado Dancing (1966)
- Italian Romance (1966)
- Show Dancing (1966)
- Tanz durch's Musical-Wunderland (1966)
- Festival Mexicano (1967)
- Caramba 2 (1967)
- Holiday in Israel (1967)
- Dancing Rebecca (1968)
- Holiday in Scandinavia (1968)
- Latino Dancing (1968)
- Marimba à la carte (1968)
- Spanish Eyes (1968)
- Tanz im Weißen Rössl (1968)
- Acapulco Holiday (1969)
- Hits à la carte (1969)
- Latin à la carte (1969)
- Latin Rendezvous with Roberto Delgado (1969)
- Calypso à la carte (1970)
- Caramba 3 (1970)
- Hawaiian Nights (1970)
- Latin Flutes (1970)
- Samba Caramba South America Olé (1970)
- This is Reggae (1970)
- Vibraphone à la carte (1970)
- African Dancing (1971)
- South America Let's Dance (1971)
- Latin Special '72 (1972)
- Fiesta for Dancing (1973)
- Happy South America (1973)
- Die Bouzouki klingt... (1974)
- Dance Time with Roberto Delgado (1974)
- Fiesta for Dancing Vol. 2 (1975)
- South America My Love (1975)
- 20 South America Dancing Hits (1975)
- Die Bouzouki klingt... Vol. 2 (1976)
- Latin Rhythms (1976)
- Buenos Dias Olé (1977)
- Caramba 2000 (1977)
- Concerto D'Aranjuez (1977)
- Fiesta for Dancing Vol. 3 (1977)
- Fiesta for Dancing Vol. 4 (1977)
- Die Balalaika klingt... (1978)
- Hits á la Fiesta (1978)
- Music Box Dancer (1978)
- Da Capo Roberto (1979)
- Roberto Delgado Meets Kalinka (1979)
- Jamaica Disco (1979)
- Fiesta Colombiana (1980)
- Tanz unter tropischer Sonne (1980)
- Blue Tropical (1981)
- Drops (1967)

#### CDs
- El Humahuaqueno (Polydor compilación P30P-20010 - Japón)
- 20 South America Dancing Hits (Polydor compilación 841 110-2 - 1977 - Canadá)
- Ein Prosit der Gemütlichkeit - 100 Fröhlichmacher am laufenden Band (Karussell 841 633-2 - 1984 - Alemania) Como Horst Wende (en los arreglos)
- Happy South America CD Gala (Polydor 2CD compilación 843 693-2 - 1990 - Países Bajos)
- The Happy Holiday Collection (Polydor 2CD 519 926-2 - 1993 - CD1: Griechenland-Compilation (1974/1976) / CD2: Caramba 2000 (1977) - Países Bajos)
- Lounge Legends (Polydor compilación 549 877-2 - 2001 - Alemania)
- Autour du monde (XXI compilación CD 2 1672 - 2009 - Canadá)
- Fiesta (For Dancing) (1973) / Fiesta For Dancing (2) (1975) (2on1 - Vocalion CDLK 4444 - 2011 - Reino Unido)
- Blue Hawaii (1964) / Blue Hawaii volume 2 (1969) (2on1 - Vocalion CDLK 4490 - 2013 - Reino Unido)
- Jamaica-Disco (1979) / Tanz unter tropischer Sonne (1980) / Dancing Queen (1977) alias Fiesta For Dancing Vol.3 (3on2 - Vocalion 2CDLK 4522 - 2014 - Inglaterra)

#### Singles
- Ve se gostas / Cariocina (1954), como Roberto del Gado
- Trudie / Rosita (1958)
- Lissabon / Mondscheinfahrt (1959)
- Pepito / México (1961)
- Jambalaya / The Lion Sleeps Tonight (1962)
- Auf Wiedersehn, Marleen / Percolator (1962)
- Little Girl of Mexico / La Ragazza (1962)
- Letkiss / Letkajenkka (1964)
- Glühwürmchen / Happy Jenka (1965)
- Schwedenmädel / Esko-Jenka (1965)
- Mexican Letkiss / Sin-Kiss (1965)
- Happy End / Rummel-Bummel (1966)
- Vranjanka / Myrthia (1966)
- Music to Watch Girls By / Las Alazanas (1967)
- Camp / Bond Street Doodle (1968)
- El Condor Pasa / Tabasco (1970)
- Paloma Blanca / Lindia (1975)
- Dolannes Melodie / Morning Sky (1975)